# 圣拉蒙 (加利福尼亚州)
圣拉蒙（英語：San Ramon），是美国加利福尼亚州康特拉科斯塔县下属的一个城市。于1983年7月1日建市。城市面积约为46.8平方公里，根据2010年美国人口普查，该市有人口72,148人。